# 등 (조명)

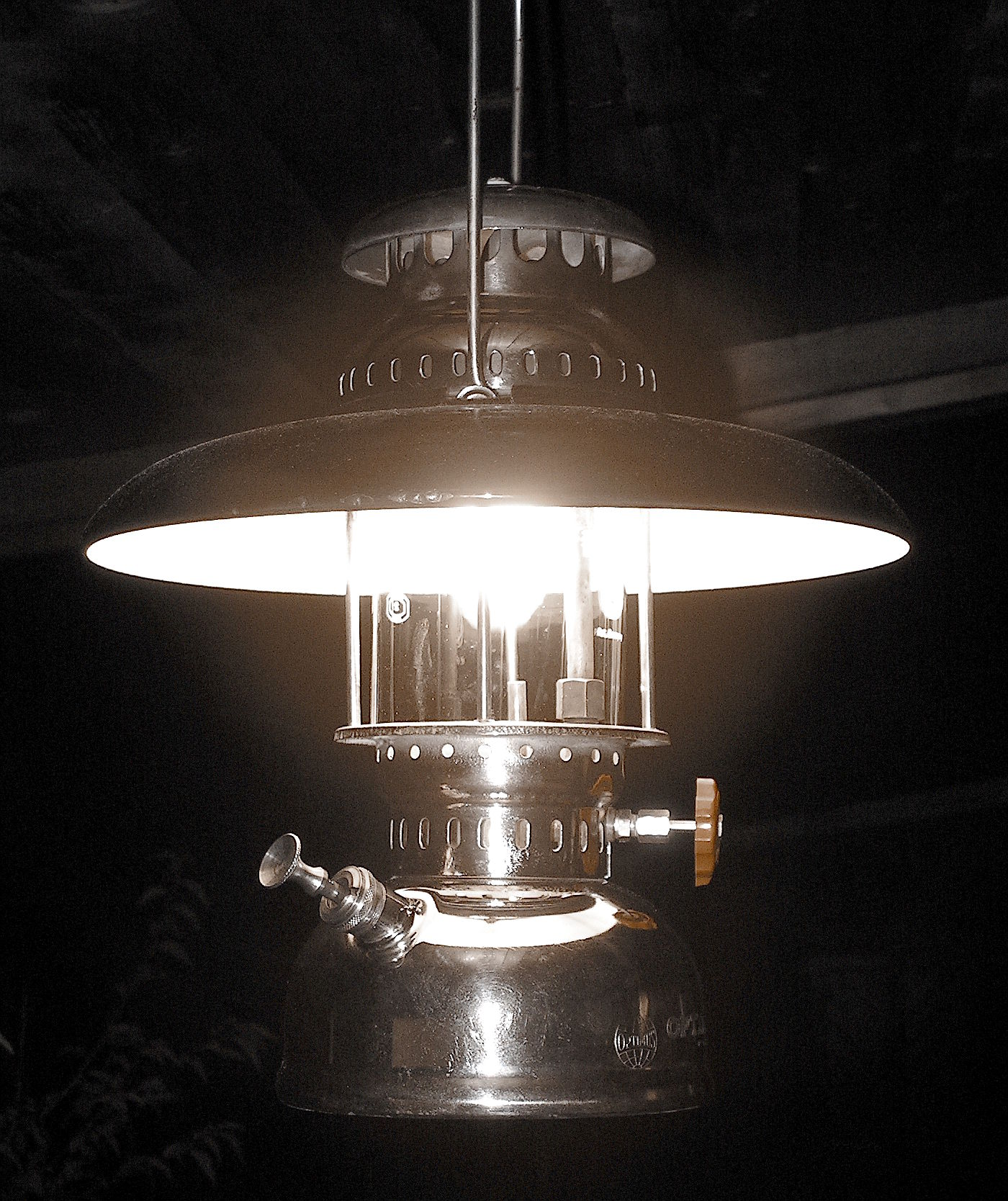

등 또는 램프란 불을 피워 빛을 내는 조명이다. 전통적으로는 기름이나 등유에 심지를 꽂고 태워서 빛을 냈다. 그 뒤에 가스등이 나왔다.